# Gaulois (Schiff, 1899)
Die Gaulois war ein Schlachtschiff (Einheitslinienschiff) der französischen Marine, das im Oktober 1896 vom Stapel lief, bildete mit seinen Schwesterschiffen Charlemagne und Saint Louis die Charlemagne-Klasse, die 1899 und 1900 in Dienst kam. Von 1900 bis 1913 gehörte die Gaulois zum Mittelmeergeschwader.
Bei Beginn des Ersten Weltkrieges wurde die zuletzt mit Schulungsaufgaben betraute Gaulois zur Sicherung der Truppentransporte zwischen Algerien und Frankreich eingesetzt. Im November 1914 wurde sie zu den Dardanellen geschickt, um im französischen Geschwader des Konteradmirals Guépratte die Briten bei der Blockade zu unterstützen. Sie war im Rahmen der Schlacht von Gallipoli am ersten Beschuss der türkischen Stellungen am 19. Februar 1915 beteiligt und nahm am 18. März 1915 an dem Versuch teil, die Durchfahrt durch die Meerengen zu erzwingen. Die Gaulois erlitt dabei so schwere Schäden, dass sie nur mühsam aus den Dardanellen zurücklaufen konnte und vor der Meerenge bei kleinen Inseln auf Grund gesetzt werden musste, um nicht zum Totalverlust zu werden. Nach der Instandsetzung erledigte sie verschiedene Aufgaben im östlichen Mittelmeer. Auf einer Fahrt nach Saloniki wurde die Gaulois am 27. Dezember 1916 durch UB 47 torpediert und sank. Die Besatzung wurde fast vollständig von den Begleitschiffen gerettet, nur vier Besatzungsmitglieder starben.

## Baugeschichte
Die Gaulois verdrängte 11.300 t, war 117,5 m lang, 20,3 m breit und hatte einen Tiefgang von 8,4 m. Ihre drei Dampfmaschinen leisteten 14.500 PSi und gaben ihr eine Höchstgeschwindigkeit von 18 Knoten.

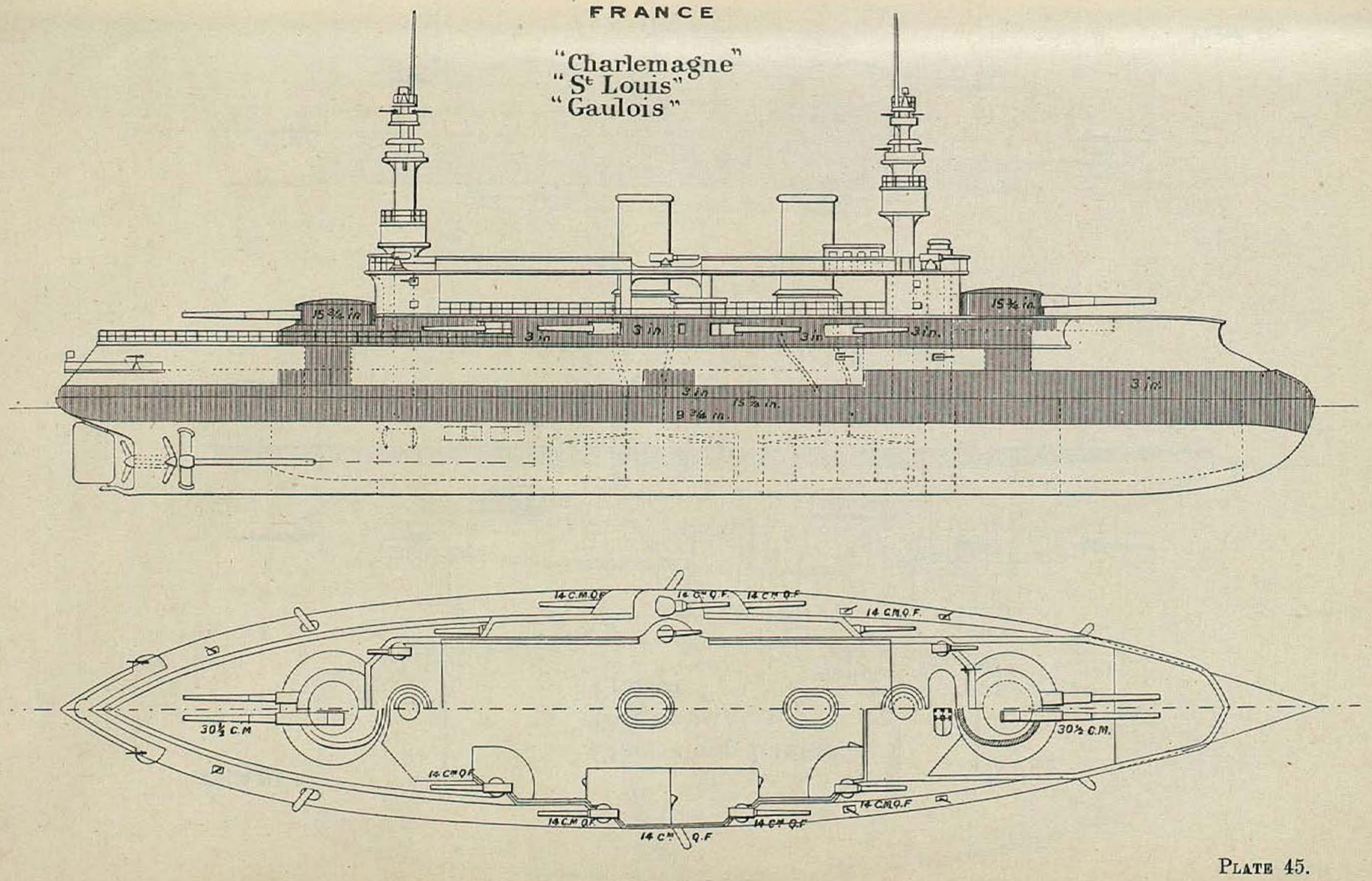
Riss der Charlemagne-Klasse aus Brassey’s 1896

Mit ihren Schwesterschiffen war sie eines der ersten französischen Linienschiffe mit einer Aufstellung der Hauptbewaffnung in Doppeltürmen. Bug- und Heck-Doppelturm enthielten 30,5-cm-L/40-Kanonen des Modells 1893/96 mit einem Magazin von 90 Granaten je Turm.
Die Mittelartillerie bestand aus zehn 13,8-cm-Kanonen. Von ihnen waren acht zu beiden Seiten der Aufbauten in splittersicheren Kasematten sowie zwei Einzeltürme ein Deck höher an beiden Seiten des hinteren Schornstein aufgestellt. Dazu kamen acht 10,0-cm-L/45-Kanonen des Modells 1893 mit Schutzschilden.
Auf den Aufbauten und Gefechtsmarsen waren zwanzig 4,7-cm-L/50-Schnellfeuergeschütze vom Typ Hotchkiss 1885 zur Torpedobootabwehr verteilt. Bei ihrer Indienststellung führte die Gaulois vier 45,0-cm-Torpedorohre.
Die Gaulois war in der Wasserlinie vollständig mit Harvey-Stahl gepanzert. Wie bei allen französischen Schlachtschiffen war der Gürtelpanzer schmal und erstreckte sich über die gesamte Länge des Schiffes. Zwischen dem oberen Rand des Gürtelpanzers und dem unteren Rand des Batteriedecks war die Bordwand nach innen gewölbt und wies keinen Panzerschutz auf.

## Einsatzgeschichte
Die Gaulois begann ihre Erprobung am 15. Januar 1898, wurde aber erst im Dezember 1899 in die Flotte übernommen.

### Vorkriegseinsätze
Vom 18. bis zum 24. Januar 1900 verlegte die Gaulois zusammen mit ihrem Schwesterschiff Charlemagne von Brest über Marseille nach Toulon zum Mittelmeergeschwader. Vom März 1912 bis zum November 1913 gehörte sie zur Reservedivision in Cherbourg. Im Januar 1914 verlegte sie wieder nach Toulon. Dort kam es bei Reparaturarbeiten zu einer Kesselexplosion mit Verletzten. Am 8. Juni 1914 wurde sie der Schuldivision zugeteilt.

### Kriegseinsatz
Erster Kriegseinsatz der Gaulois war die Sicherung der Truppentransporte von Algerien nach Frankreich, wo sie zusammen mit den alten Schlachtschiffen Suffren, Saint Louis und Bouvet eingesetzt wurde. Im November ersetzte die Gaulois die Suffren vor den Dardanellen.

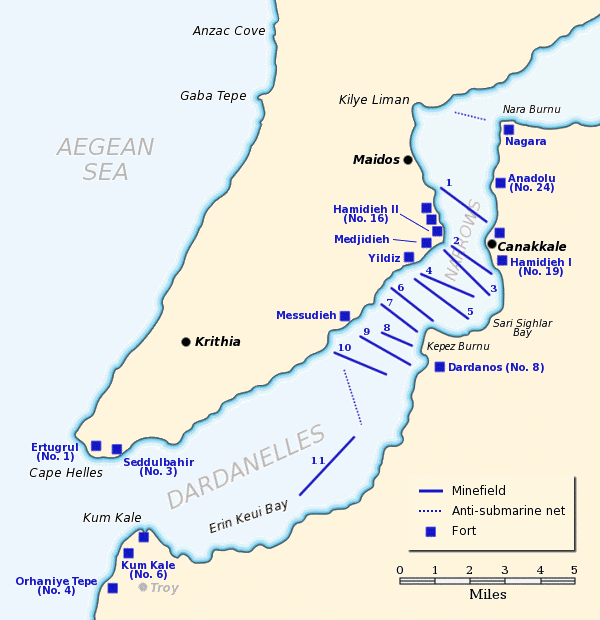
Verteidigungsstellungen an den Dardanellen, Februar–März 1915

Als am 19. Februar die wieder zurückgekehrte Suffren das türkische Fort Kum Kale am Eingang zu den Dardanellen auf der asiatischen Seite beschoss, versuchte die Gaulois, die zum Teil bewegliche Küstenartillerie auszuschalten. Später am Tag versuchte die britische Vengeance einen Angriff auf das etwas südlicher auf der asiatischen Seite liegende Fort Orhaniye Tepe, geriet aber frühzeitig selbst unter starken Beschuss. Suffren und Gaulois griffen dort ein und die Vengeance konnte sich zurückziehen. Am 25. Februar wurde der Angriff auf dieselben Ziele erfolgreicher wiederholt, da man diesmal bis auf unter 3000 m an die Ziele herankam. Am 2. und am 11. März griffen die Franzosen Ziele auf Gallipoli vom nördlich der Halbinsel liegenden Golf von Saros aus an und am 7. März unterstützen sie einen weiteren Angriff der Briten auf die vorgenannten Forts, wobei sie die Stellungen der Küstenartillerie bekämpften.
Am 18. März erfolgte dann der geplante Hauptangriff, wobei anfangs britische Schiffe den Verband führten. Als man sich der Engstelle der Dardanellen näherte, übernahmen die französischen Schiffe Gaulois, Bouvet, Suffren und Charlemagne inzwischen etwa acht Seemeilen innerhalb der Dardanellen die Führung, um die dort sichernden Forts auszuschalten. Die Türken beschossen die Angreifer aus ihren festen Stellungen und mit mobilen Batterien vom Ufer. Die Gaulois war das linke Schiff der Angriffsreihe und erhielt frühzeitig einen schweren Treffer im Bug unterhalb der Wasserlinie, der den Panzer durchschlug und erhebliche Wassereinbrüche nach sich zog. Auch das äußere Schiff auf der anderen Seite, das französische Flaggschiff Suffren, wurde schwer getroffen. Der britische Oberbefehlshaber de Robeck tauschte daher nach etwa einer Stunde Vormarsch erneut die erste Angriffsreihe und ließ die französischen Schiffe sich zurückziehen. Dabei lief die Bouvet auf eine Mine und sank innerhalb von 55 Sekunden. Die schwer beschädigte Gaulois rettete sich mühsam aus den Dardanellen und musste bei der Inselgruppe Karayer Adaları mit den Inseln Tavşan, Yılan, Orak und Pırasa, zehn Kilometer nordöstlich Tenedos auf Grund gesetzt werden, um nicht total zu sinken.
Dort wurde sie ausgepumpt und abgedichtet. Die beschädigten Schiffe Gaulois und Suffren sollten ab dem 25. März über Malta nach Toulon zurückkehren. Am 27. gerieten beide Schiffe in einen schweren Sturm und mussten in der Bucht von Navarin Schutz suchen. Die Reparatur der Gaulois scheint tatsächlich in Malta erfolgt zu sein.
Ab dem 8. Juni 1915 stand sie wieder zur Artillerieunterstützung der auf Gallipoli gelandeten Truppen zur Verfügung. Die Gaulois wurde zu verschiedene Sicherungsaufgaben in der Ägäis und im östlichen Mittelmeer eingesetzt. Ende Juli 1916 ging sie zu Instandsetzungsarbeiten nach Frankreich, die bis Dezember abgeschlossen wurden.

## Verlust derGaulois
Am 27. Dezember 1916 wurde die auf dem Weg von Korfu nach Saloniki befindliche Gaulois in der Ägäis 30 Meilen östlich von Cerigo vom deutschen Unterseeboot UB 47 des Typs UB II unter Oberleutnant zur See Wolfgang Steinbauer der U-Boot-Flottille Pola torpediert. Der – neben zwei weiteren Booten – die Gaulois sichernde Fischdampfer Rochebonne (235 ts,1913) ging längsseits des langsam sinkenden Schiffes und übernahm fast die gesamte Besatzung. Die Gaulois sank innerhalb von 25 Minuten auf der Position 36° 30′ N, 23° 45′ O. Nur vier der 631 Besatzungsangehörigen der Gaulois verloren ihr Leben
UB 47 hatte unter Oberleutnant Steinbauer am 4. Oktober 1916 im Mittelmeer 195 Meilen östlich von Malta schon die Franconia, ein Passagierschiff der britischen Reederei Cunard Line, versenkt. Sie war mit 18.150 BRT das achtgrößte Schiff, das im Ersten Weltkrieg von einem deutschen U-Boot versenkt wurde.